# Partonojori
Partonojori (en georgiano: ფართონოხორი) o Aguaradu (en abjasio: Агәараду) es una aldea que pertenece a la parcialmente reconocida República de Abjasia, dentro del distrito de Gali, aunque de iure es parte del municipio de Gali de la República Autónoma de Abjasia de Georgia.

## Geografía
Partonojori se encuentra en la parte sureste de las estribaciones de Abjasia, a 25 km de Gali. Las aldea se administra desde el pueblo de Saberio.  